# Pamela Weight
Pamela Weight ist eine ehemalige britische Eiskunstläuferin, die im Eistanz startete.
Ihr Eistanzpartner war Paul Thomas. 1955 gewannen sie sowohl bei der Europameisterschaft wie auch bei der Weltmeisterschaft die Silbermedaille hinter ihren Landsleuten Jean Westwood und Lawrence Demmy. 1956 wurden Thomas und Weight als amtierende britische Eistanzmeister erst in Paris Europameister und dann in Garmisch-Partenkirchen Weltmeister. Danach beendete Weight ihre Karriere um eine Familie zu gründen.

## Ergebnisse

### Eistanz
(mit Paul Thomas)
| Wettbewerb / Jahr         | 1955 | 1956 |
| ------------------------- | ---- | ---- |
| Weltmeisterschaften       | 2.   | 1.   |
| Europameisterschaften     | 2.   | 1.   |
| Britische Meisterschaften |      | 1.   |

| Personendaten    | Personendaten              |
| ---------------- | -------------------------- |
| NAME             | Weight, Pamela             |
| KURZBESCHREIBUNG | britische Eiskunstläuferin |
| GEBURTSDATUM     | 20. Jahrhundert            |